# 山本登 (経済学者)
山本 登（やまもと のぼる、1912年〈大正元年〉11月5日 - 1991年〈平成3年〉7月2日 ）は、日本の経済学者、慶應義塾大学名誉教授。専門は植民政策学と国際経済学。

## 経歴
1912年、現在の東京都大田区大森で生まれる。1919年に入新井尋常高等小学校に入学、1921年に慶應義塾幼稚舎に編入。慶應義塾普通部を経て、1929年に慶應義塾大学経済学部予科入学。統計学者の寺尾琢磨に師事。
1935年同大学卒業、慶應義塾大学経済学部助手に就任、東南アジア学及び植民政策学、世界経済論を講義を担当する。ジャワ軍政監部調査部調査室主査となり、第二次世界大戦中は南洋経済・南方経済の研究に着手。大日本拓殖学会などに頻繁に論文を掲載し、開発経済学を研究した。英修道、板垣与一、川野重任、石川滋、衛藤瀋吉、矢内原勝らは同志で、戦後はアジア経済研究所創設に尽力した。創価大学でも教鞭をとった。
1952年にドイツ政府奨学生制度を利用して西ドイツキール大学世界経済研究所に留学し、1960年に学位論文「アジアの地域的経済協力問題の研究」で博士学位の学位を取得する。慶應義塾大学国際センター所長、慶應義塾常任理事、慶應義塾評議員等を歴任。学外では、日本国際経済学会の常任理事、アジア政経学会の学会代表理事、文部省大学設置審議会の委員、日本学術振興会の委員、日本国際問題研究所の常任理事、世界経済調査会の評議員を務めた。1981年に紫綬褒章、1986年に勲二等瑞宝章を受章。1991年、心不全のため慶應義塾大学病院で死去した。
経済学者の山本拓(一橋大学名誉教授)は息子である．

## 研究
132本の和文の論文と、14本の英文の論文（講演を含む）を発表した。初期の論文は、寺尾琢磨に師事したことから景気循環論に関するものであった。そこからイギリスのブロック経済、台湾経済、朝鮮経済、アジア経済、東南アジア経済、アセアン、南北問題に関心が移っていく。この転向の背景として、当時慶應義塾大学で植民政策の講義を担当していた伊藤秀一が他界し、同大学の加田哲二から植民政策の講義を要請されたことがある。多くの研究者に影響を与え、1978年の『三田学会雑誌 山本登教授退任記念特集号』には白石孝、矢内原勝、大西昭、佐々波楊子、斎藤優、深海博明、福島義久、大山道広、仁保義男、渡辺利夫、唐木圀和が論文を寄せている。

## 教育
山本ゼミは入会希望者が非常に多い難関ゼミで、「来るものは拒まず」をモットーにしていたことから一学年の人数が40名を超えることもあったが、それでも入会希望の学生を全員受け入れることができないほどであった。人気の理由として、大山道広は、戦後日本が貿易立国を目指したことから商社に就職し世界で活躍することが王道的キャリアパスの一つだったこと、山本の長身で颯爽と背広を着こなす姿が三田の丘の上でひときわ目立っていたことを挙げている。山本ゼミで学んだ学生には慶應義塾大学の矢内原勝と大山道広、中央大学名誉教授の田中拓男、ウィスコンシン大学ミルウォーキー校名誉教授の仁保義男などがいる。

## 主な著書

### 単著
- 『植民政策』（慶應出版社、1942年）
- 『中ソ対立とアジア諸国』（日本国際問題研究所、1971年）
- 『アジア開発のメカニズム』（アジア経済研究所、1970年）

### 共著
- （板垣與一）『欧州経済統合の分析と展望』（日本国際問題研究所、1964年）